# Odžaci (Odžaci, Srbija)
Odžaci su gradsko naselje i središte istoimene općine u Zapadnobačkom okrugu, na zapadu Vojvodine. Prema popisu stanovništva iz 2011. godine grad ima 9.021 stanovnika.

## Ime
Ime Odžaci je množina riječi "odžak", koja je u srpski jezik došla iz turskog jezika. U turskoj vojnoj terminologiji, riječ označava vojnu posadu. Na turskom jeziku grad se nazivao Odzlak, na njemačkom Hanfhausen i na mađarskom Hódság (stariji mađarski naziv za grad bio je Kéménd, a ovaj naziv se prvi put spominje 1522. godine i znači mali dimnjak). Kasniji mađarski naziv, Hódság, ušao je u mađarski iz turskog ili srpskog jezika.

### Imena Odžaka kroz povijest
| Ime             | Objašnjenje              |
| --------------- | ------------------------ |
| Odžaci, (Oџаци) | Prvi put se javlja 1557. |
| Kéménd          | mađarsko starije ime     |
| Hódság          | mađarsko novije ime      |
| Hanfhausen      | njemačko starije ime     |
| Hodschag        | njemačko novije ime      |
| Odĵaci          | ime na esperantu         |
| Odžacі          | ukrajinsko ime           |
| Odžaci          | rusko ime                |
| Odžaci          | englesko ime             |
| 奧扎齊          | kinesko ime              |
| Odzlak          | tursko ime               |

## Zemljopis
Odžaci su smješteni u predjelu kojeg karakteriziraju nepregledne i široke ravnice. Nadmorske visine su niže prema Dunavu, gdje su formirane depresije i bare kao posljedica aktivnosti velike rijeke. U pojasu između Srpskog Miletića i Bogojeva se nalazi predio slatine, područje sa zaslanjenim zemljištem gdje se nalazi određen broj zakonom zaštićenih biljaka. Klima u Odžacima je umjereno-kontinentalna. Prosječna godišnja temperatura iznosi 10.9 °C. Najhladniji je siječanj s prosječnom temperaturom -0.3 °C, a najtopliji je srpanj s 21.4 °C.
Drvored platana, kestena i lipe, duž prometnica iz Sombora, 1978. godine stavljen je pod zaštitu države. Taj drvored predstavlja jedino zaštićeno prirodno dobro na području Odžaka.

### Udaljenost od bližih glavnih gradova
| Grad       | Udaljenost u km |
| ---------- | --------------- |
| Beograd    | 138             |
| Zagreb     | 331             |
| Sarajevo   | 323             |
| Podgorica  | 477             |
| Tirana     | 654             |
| Skoplje    | 569             |
| Sofija     | 527             |
| Bukurešt   | 757             |
| Budimpešta | 268             |
| Ljubljana  | 471             |

## Promet
Za položaj Odžaka bitan je položaj na prometnoj osnovi Novi Sad - Sombor koja ima širi međuregionalni značaj i predstavlja jednu od varijanti spajanja jugoistočne s centralnom Europom. Položaj Odžaka odredio je prometnu raščlanjenost u čijem se središtu spaja nekoliko željezničkih krakova, od kojih meridionalna željezničko-prometna osovina ima dominantni, a ostali prometni pravci regionalni ili lokalni značaj. Jugoistočni željeznički krak iz Novog Sada, i sjeverni iz Sombora formirali su sjeverni i južni pravac odžačkom prostoru. Željeznički krak u pravcu Novog Sada ima velik značaj, jer se oslanja na glavnu željezničku magistaralu i preko Beograda povezuje s jugoistočnim dijelovima Balkanskog poluotoka, u pravcu Atene i Sofije, i dalje s Istanbulom i Malom Azijom. Sjeverna prometna linija direktno se oslanja na magistralu Subotica - Dalj - Vinkovci u pravcu Zagreba i Ljubljane. Prometna povezanost zapadnog i sjeverozapadnog dijela odžačke općine izvodi se preko Karavukova, sekundarnog prometnog čvora Odžaka, i u pravcu Bogojeva s osloncem na već spomenutu magistralu Subotica - Sombor - Dalj - Vinkovci. Karavukovo je sekundarni prometni čvor Odžaka, dok se Bogojevo zbog svog položaja na glavnoj magistrali pojavljuje kao zaseban prometni individualitet. Preko Karavukova na odžački prometni čvor nadovezuje se i željeznička linija iz Bača i Bačke Palanke, čime se formira zapadni jugozapadni prometni sustav odžačkog prostora, koji spaja nekoliko prometnih pravaca s račvanjem kod Karavukova i Bogojeva.

## Povijest

### Osnivanje Odžaka
Prvi spomen Odžaka veže se za 1557. ili 1558. godinu. Odžaci se tada spominju kao naselje u Bačkoj koje su osnovali Turci za vrijeme vojnih operacija koje su vodili u južnoj Ugarskoj. O podrijetlu imena naselja postoji više teorija, jedna od njih je da ime vodi podrijetlo od imena turskog vojnog odreda koji je boravio na prostoru naselja, postoji i teorija po kojoj ime vodi podrijetlo od turske riječi za dimnjak, (zbog dimnjaka koji su virili iz zemunica prvog naselja), kao i da su Odžaci dobili naziv po bosanskom Odžaku. U 17. stoljeću Odžaci su opustjeli, stanovništvo se pod pritiskom velikih poreza, naplaćivanih za vojne potrebe, mahom iselilo na sjever. Tijekom 18. stoljeća naselje je obnovljeno i tada u Odžacima živi stotinjak srpskih i šokačkih porodica. Vlasti Habsburške monarhije odlučuju kolonizirati ovaj prostor njemačkim kolonistima. Kolonizacija Odžaka njemačkim narodom počinje 1755. godine kada se donosi odluka o naseljavanju 300 njemačkih obitelji. Njemački kolonisti od vlasti Habsburške monarhije dobivaju zemljište za gradnju kuća. Osim toga dobivaju status slobodnih carskih podanika, pa su tako kmetovi među njima oslobođeni svojih obaveza.

### Razvoj Odžaka
Od doseljavanja prvih kolonista vrtoglavi gospodarstveni razvoj Odžaka koji se prije svega oslanjao na proizvodnju kudelje pratio je i društveni razvoj mjesta. Proizvodnja je kasnije ojačala, i Odžaci postaju jedan od najvećih središta za proizvodnju kudelje u Europi. 1779. počinje se održavati vašar kudelje, koji vremenom dobiva na značaju. 1907. godine otvara se tvornica za preradu kudelje i proizvodnju užadi. 1762. godine osnovana je prva škola, na njemačkom jeziku. Prva crkva sagrađena je 1764. godine, ali od nje nije sačuvan nikakav trag. 1818. godine održana je proslava povodom postavljanja temelja nove crkve koja je završena 1821. godine. 1813. godine Odžaci dobivaju privilegiju održavanja nedjeljnog sajma i dva godišnja vašara i dobivaju status trgovišta. Prva tiskarnica osnovana je 1887. godine. U Odžacima u to vrijeme rade dva novčana zavoda: Odžačka štedionica i Odžačka kasa uzajamne pomoći, a 1897. osnovana je i porezna služba. 1895. godine završena je izgradnja pruge Novi Sad - Baja koja prolazi kroz Odžake, a iste godine kroz mjesto je prošao i prvi vlak. 1899. godine u okviru samostana u Odžacima izgrađeno je prvi dječji vrtić koji je 1936. godine premješten u novu moderniju zgradu. Godine 1906. otvara se prva električna centrala i tako dolazi do elektrifikacije mjesta. 1911. godine u Odžacima osnovan je fond za izgradnju građanske škole, prikupljeno je 70.000 kruna, ali je izgradnja škole odložena zbog Prvog svjetskog rata. 1917. godine prikupljeno je još 300 000 kruna i škola počinje s radom, prvobitno u kući obitelji Kraus, pa u kući obitelji Bruner i konačno se 1927. premješta u novu zgradu.

### Prvi svjetski rat
Za vrijeme Prvog svjetskog rata u Odžacima se otvara vojni lazaret u zgradi osnovne škole u kojem su liječeni ranjenici doneseni s bojišta. U Prvom svjetskom ratu poginulo je 162 Odžačana. Po oslobođenju Odžaci postaju dio Kraljevine SHS i kasnije Kraljevine Jugoslavije.

### Drugi svjetski rat
1920. godine osnovan je Kulturbund, njemačka nacionalistička organizacija. Organizacija je dva puta zabranjivana, prvi put 1924. godine, drugi put tijekom Šestsiječanjske diktature. Prvi ogranak Kulturbunda u Bačkoj formiran je 1920. godine u Parabuću (Ratkovo). 1930. godine dozvoljen je rad Kulturbunda. Dolaskom Adolfa Hitlera na vlast u Njemačkoj djelovanje Kulturbunda se radikalizira i prihvaćaju se nacionalsocijalističke ideje unutar organizacije. Iz godine u godinu broj članova raste, posebno nakon 1939. godine i početka Drugog svjetskog rata. Tokom rata organizacija jača i postaje glavni organizator društvenog života u njemačkim mjestima u Bačkoj, između ostalih i u Odžacima. Također organizira se odlazak mladih Nijemaca u Wehrmacht i SS jedinice. Poslije Travanjskog rat, područje pripada Mađarskoj. 22. listopada 1944. godine Vojvođanske brigade zajedno s jedinicom Crvene armije ulaze u grad. Ozbiljnije borbe s mađarskim žandarima vodio je Bačkopalanački odred 17. listopada između Parabuća (Ratkova) i Odžaka. Na sam dan oslobođenja nije bilo otpora kao ni dočeka partizana pošto je mjesto bilo uglavnom naseljeno njemačkim stanovništvom koji su se većinom povukli zajedno s njemačkom vojskom i napustili zemlju. Prva kolona je krenula još 9. listopada. Jedan broj Nemaca je ostao, oni su internirani u logore da bi kasnije također napustili zemlju i preselili se mahom u Austriju i Njemačku. Od 11. do 19. studenoga 1944. dolazi do Batinske bitke, najveće bitke na ovim prostorima u kojoj vojnici Crvene armije i Vojvođanskih brigada. Oni pod zapovjedništvom potpukovnika Srete Savića, uz velike gubitke, uspijevaju poraziti osovinske snage.

### Nakon Drugog svjetskog rata
Po završetku Drugog svjetskog rata dolazi do kolonizacije stanovništva iz manje razvijenih krajeva države u Vojvodinu, kako bi se naselio prostor na kom je prije rata živjela njemačka nacionalna manjina. U općini Odžaci uglavnom su naseljeni kolonisti iz južne Srbije i to iz: vranjskog, leskovačkog, pirotskog, niškog i topličkog okruga. U Karavukovu su naseljeni kolonisti iz Vranjske kotline i Gornje Pčinje, u Ratkovu iz Toplice i okoline Leskovca, u Srpskom Miletiću iz Jablanice, Vlasotinaca i Suve reke, u Deronjama iz okoline Pirota, a u Odžacima iz okoline Pirota i Niša. U Bački Brestovac i Bački Gračac naseljeni su kolonisti iz Bosne i Like.

## Demografija

### Etnički sastav 1910[1]
|  | Nijemci | Srbi | Židovi |  |
|  | ------- | ---- | ------ |  |
|  | 5326    | 63   | 14     |  |

### Demografija
U naselju Odžaci 2002. živjelo je 10.108 stanovnika, a prosječna starost stanovništva iznosila je 39,8 godina (38,1 kod muškaraca i 41,4 kod žena). Prema popisu iz 2011. Odžaci broje 9.021 stanovnika. Prema etničkim grupama, stanovnici Odžaka su se izjasnili kao Srbi (7.487; 84,97%), Mađari (229; 2,60%), Slovaci (125; 1,42%), Hrvati (102; 1,16%).

## Kultura
Odžaci se odlikuju prvenstveno svojom nacionalnom, kulturnom i vjerskom raznolikošću. Upravo ova šarolikost može se vidjeti na brojnim turističkim manifestacijama koje se tijekom godine održavaju u svim naseljima općine. Svaka od njih je jedinstvena i posebna, a pojedine idu k tome da prerastu u tradicionalne manifestacije koje svojim značajem prelaze granice općine Odžaci.

### Manifestacije u Odžacima
Neke od manifestacija su:
- Lomljenje božićne česnice
- Doček Nove godine
- Haiku festival
- CACIB Međunarodna izložba pasa svih rasa
- Odžaci na dlanu
- Oslikavanje uskrsnih jaja
- Fijakerijada
- Moto fest
- Dan Dunava
- Međunarodni festival meda
- "Zlatni kotlić" općine Odžaci
- Internacionalni karate turnir "Zlatna pesnica"
- Odžačka rakijada
- IMAF Međunarodni festival multimedijalne umjetnosti

### Crvenokosa boginja
Statua je pronađena 1989. kada je sonda 6x6 postavljena u blizini centra grada. Ova figura je posebna zbog svoje monumentalnosti u odnosu na slične nalaze. Njena visina iznosi 38 cm. Jedinstvena je u svijetu, premda neki arheolozi osporavaju značaj ovog nalaza. Gledana u cjelini, statueta djeluje genijalno. Crvenokosa boginja i pored vidno izraženih atributa ženske plodnosti istovremeno je i simbol muške plodnosti jasno prikazan testisima i falusom. Ostaci ranoneolitskog ratarskog naselja otkriveni su još 1965. godine, kada su građeni nasipi protiv poplave, na mjestu gdje Dunav pravi veliku okuku, između sela Deronja i Karavukova. Tu se zatekao i arheolog amater Sergej Karmanski, koji je primijetio u zemlji ostatke neobične lončarije. Sergej Karmanski je, s puno požrtvovanja, spašavao ovo arheološko nalazište.

## Vjerski objekti
Odžake krase brojni sakralni objekti. U samom gradu nalazi se niz sakralnih objekata od kojih je nekolicina pod zaštitom države.
Osim navedenih sakralnih objekata koji se nalaze pod zaštitom države Odžake krase i druge crkve koje također posjeduju određen kulturno-umjetnički i povijesni značaj. Glavna pravoslavna crkva je Hram Spaljivanja moćiju sv. Save, koji predstavlja najmlađi sakralni objekt u općini čija je izgradnja počela 1989. godine. Rimokatolička crkva sv. Arkanđela Mihovila sagrađena je 1821. godine na mjestu starije crkve iz 1764. godine. Posebno se ističe i njena dekorativna glavna fasada s tri tornja. Bogatu unutrašnju dekoraciju između ostalog krasi oltarna slika sv. Mihovila kako probada sotonu. Godine 1970. crkva je stavljena pod zaštitu države kao spomenik kulture od velikog značaja. Pored crkava, na katoličkom groblju se nalazi Kapela Svetog Vendelina. Kapela je prvobitno podignuta 1776. godine, a 1893. godine je sagrađena sadašnja kapela. Ova kapela svjedoči o prisustvu njemačkog naroda i kulture u Vojvodini. Renovirana je 2004. godine, a od 1970. godine se nalazi pod zaštitom kao spomenik kulture.
Između Odžaka i Bačkog Gračaca 2011. godine otkriven je spomen-križ za 212 ubijenih podunavskih Nijemaca. Streljanje su 25. studenog 1944. godine izvršili pripadnici partizanske vojske. Tog dana su streljani muškarci iz Filipova, današnjeg Bačkog Gračaca, a među njima je bilo i maloljetnika. Ispod križa su uklesana imena svih žrtava koje se nalaze u tri odvojene masovne grobnice. Partizani su uhićene Nijemce podijelili u tri odvojene grupe. Najprije je prva grupa iskopala raku u kojoj su ih strijeljali, a potom ih je zemljom prekrila druga grupa. To se ponovilo i s drugom i s trećom grupom.

## Gospodarstvo
Odžaci su ranije bili orijentirani na poljoprivrednu proizvodnju, ali u posljednjih 50. Godina razvila se tekstilna, kemijska i strojna industrija. Značajni izvozni rezultati su postignuti u kemijskoj industriji, kao i u proizvodnji i izvozu strojeva i opreme za poljoprivredu, kako za domaće tako i za strano tržište. Na skoro 2.000 hektara šuma omogućen je razvoj lovnog turizma i privlači veliki broj stranih turista. Razvoj gospodarstva je povećao i stopu zaposlenosti i doprinio je stvaranju boljih uvjeta za život građana. Gospodarstvo Odžaka orijentirana je na bivše republike Jugoslavije, ali i na zemlje Europske unije, kao što su Njemačka, Italija i Bugarska. U Srbiji Odžaci privredno gravitiraju k Novom Sadu i Bačkoj Palanci.

### Gospodarski napredak Odžaka
Razvijane su industrijske grane za koje je u općini postojala sirovinska osnova, kao što su: tekstilna industrija s proizvodnjom sintetičkih prediva, proizvodnja, mljevenje i prerada žitarica, proizvodnja kruha i peciva, kao i prerada mlijeka i proizvoda mliječnih proizvoda te proizvodnja stočne hrane. Proizvodnja je prekinuta u posljednjih desetak godina, pa su proizvodni kapaciteti ostali izvan funkcije.

### Devedesete i sankcije
Sankcije Jugoslaviji 1990-ih su najviše pogodile Odžake, velika poduzeća Odžaka nisu imala mogućnost plasirati svoje proizvode i izvoziti ih u inozemstvo. Posljedice su bile mnogobrojne: otpušten je veliki broj ljudi, oprema u poduzećima je zastarjela, a čak su i neke tvornice koje su bile ponos općine prestale s radom. Prestanak rada većih poduzeća uzrokovao je veliku stopu nezaposlenosti, smanjenje proizvodne aktivnosti, gubitak tržišta i izostanak tehnoloških inovacija.

### Početak privatizacije
Proces privatizacije u Odžacima je bio isti kao i u Srbiji, spor i bez odgovarajućeg socijalnog programa i programa zapošljavanja. Najveći problem privatizacije u Odžacima su neuspjele privatizacije koje se ogledaju u poništenju privatizacije, otpuštanju radnika, padu proizvodnje i napuštanju osnovne djelatnosti. Privatizirana poduzeća su restruktuirana, pa je većina radnika ostala bez posla, postojeći proizvodni pogoni su postali skladišta i otkupne stanice, te ne mogu služiti za zapošljavanje.

### Novi uspon Odžaka
Kemijska industrija prevladava u Odžacima, čiji je nositelj "Hipol" i manja poduzeća koja se bave preradom plastike. Veliku pozornost ima i strojna industrija koja se bavi proizvodnjom većinom poljoprivrednih strojeva. U usponu su i tekstilna i prehrambena industrija.

## Obrazovanje
U Odžacima se nalaze dvije osnovne škole: OŠ Miroslava Antića i OŠ Branka Radičevića. Krajem prosinca školske 1944./45. godine u Odžacima je otvorena Državna niža gimnazija, koja se kasnije razvila u Gimnaziju "Jovan Jovanović Zmaj", danas je to Gimnazija i ekonomska škola. Pored nje u Odžacima postoje još dvije srednje škole: Tehnička škola i privatna ekonomsko-poslovna škola, kao i odjeljenje niže glazbene škole "Petar Konjović" i fakulteta za uslužni biznis EDUKONS.

## Šport
Prvi nogometni klub u Odžacima osnovan je 1919. godine pod imenom "Odžački športski klub", a 1928. osnovan je i teniski klub koji je bio jedan od favorita na teniskim natjecanjima u tadašnjoj državi. Teniski klub je raspolagao s 5 teniskih terena. Između dva rata u Odžacima je radilo Sokolsko društvo, dio Sokola Kraljevine Jugoslavije, a održan je i Sokolski slet. Grad je sada sjedište nekoliko športskih klubova, a najznačajniji su FK "Tekstilac" koji se natječe u Srpskoj ligi Vojvodina, zatim OFK "Odžaci, košarkaški klub "Odžaci", karate klub "Mladost", ženski rukometni klub "Odžaci", odbojkaški klub "Odžaci" i šahovski klub "Mladost". Pored njih postoje i klubovi u streljaštvu i streličarstvu kao i teniski i stolnoteniski klub.

### Poznati športaši
| - Branislav Trajković, nogometaš - Aleksandar Davidov, nogometaš - Milan Davidov, nogometaš - Milan Belić, nogometaš - Lazar Čordašić, nogometaš - Zoran Ćirić, nogometaš - Miodrag Radović, nogometaš | - Milijan Bocka, košarkaš - Jovo Stanojević, košarkaš - Goran Škundrić, odbojkaš - Bojan Mihajlović, brazilski džiju-džicu - Damir Mihajlović, brazilski džiju-džicu - Dušan Vemić, tenisač - Vladimir Filipović, MMA |

## Sestrinski gradovi

### Pobratimske općine
- Našice - Republika Hrvatska (ožujak 1975.)
- Orahovac - Kosovo (listopad 1982.)
- Bojnik - Republika Srbija (listopad 1989.)
- Petrovo - Bosna i Hercegovina (listopad 1993.)

### Suradnički gradovi i općine
- Moosburg - Njemačka
- Feričanci - Republika Hrvatska
- Kula - Republika Srbija
- Kragujevac - Republika Srbija

## Poznati Odžačani
- Jovan Berić (1786. – 1845.), pjesnik i pedagoški pisac
- Eduard Florijan Birli, (1786. – 1854.), ljekar i znanstvenik
- Jovan Mladenović Subota (1790. – 1863.), učitelj
- Jovan Hadžić (1799. – 1869.), književnik i političar
- Atanasije Nikolić (1803. – 1882.), matematičar, pjesnik, pisac, prevoditelj, kazališni redatelj, glumac
- Milka Grgurova (1840. – 1924.), glumica
- Đena Pavlović (1851. – 1901.), pjesnik i književnik
- Šamu Borovski (1860. – 1914.), doktor filozofije i istraživač
- Rafailo Georgije Momčilović (1875. – 1941.), slikar
- Proka Jovkić (1883. – 1915.), pjesnik
- Boško Perošević (1956. – 2000.), političar i predsjednik Izvršnog vijeća Autonomne Pokrajine Vojvodine
- Karol Miloslav Lehotski (1879. – 1929.), slikar
- Jaroslav Supek (1952. – 2009.), slikar
- Robert Colić, nadbiskup Freiburga
- Miroljub Petrović, geolog kreacionist
- Laslo Nemet, rimokatolički biskup
- Stanko Krstin, djelatnik hrvatske zajednice, predsjednik Unije poslodavaca Vojvodine

## Vanjske poveznice
- Karte, udaljenonosti, vremenska prognoza  Arhivirana inačica izvorne stranice od 17. svibnja 2009. (Wayback Machine)
- Satelitska snimka naselja  Arhivirana inačica izvorne stranice od 4. ožujka 2021. (Wayback Machine)